# Hanne Maudens
Hanne Maudens, née le 12 mars 1997 à Wetteren, est une athlète belge, spécialiste de l'heptathlon.

## Carrière
Elle est médaillée d'argent aux Championnats d'Europe juniors d'athlétisme 2015 et médaillée de bronze aux Championnats du monde juniors d'athlétisme 2016. Championne de Belgique en salle 2017, elle est 23e du concours d'heptathlon aux championnats du monde d'athlétisme 2017.
Elle termine 6ème à Götzis en 2018 avec 6252 points, améliorant son record personnel de 139 points.  Elle passe ainsi devant Tia Hellebaut (6.201 pts) dans la hiérarchie belge.
Le 17 février 2019, lors des Championnats de Belgique en salle à Gand, elle remporte le titre du saut en longueur et bat le record de Belgique en salle avec un saut à 6,53 m, améliorant d'un centimètre la marque de Nafissatou Thiam.
Elle se classe 11e des championnats du monde 2019 à Doha avec 6 088 pts.

## Palmarès
| Date | Compétition                    | Lieu             | Résultat | Épreuve    | Temps/Score |
| ---- | ------------------------------ | ---------------- | -------- | ---------- | ----------- |
| 2014 | Jeux olympiques de la jeunesse | Nankin           | 4e       | Longueur   | 6,04 m      |
| 2015 | Championnats d'Europe juniors  | Eskilstuna       | 5e       | Longueur   | 6,29 m      |
| 2015 | Championnats d'Europe juniors  | Eskilstuna       | 2e       | Heptathlon | 5 720 pts   |
| 2016 | Championnats du monde juniors  | Bydgoszcz        | 3e       | Heptathlon | 5 881 pts   |
| 2017 | Hypo-Meeting                   | Götzis           | 15e      | Heptathlon | 6 113 pts   |
| 2017 | Championnats d'Europe espoirs  | Bydgoszcz        | 12e      | Longueur   | 6,12 m      |
| 2017 | Championnats d'Europe espoirs  | Bydgoszcz        | —        | Heptathlon | DNF         |
| 2017 | Championnats du monde          | Londres          | 23e      | Heptathlon | 5 749 pts   |
| 2018 | Hypo-Meeting                   | Götzis           | 6e       | Heptathlon | 6 252 pts   |
| 2018 | Championnats d'Europe          | Berlin           | 10e      | Heptathlon | 6 104 pts   |
| 2019 | Championnats d'Europe en salle | Glasgow          | 8e       | Pentathlon | 4 440 pts   |
| 2019 | Hypo-Meeting                   | Götzis           | 14e      | Heptathlon | 6 082 pts   |
| 2019 | Championnats d'Europe espoirs  | Gävle            | 9e       | Longueur   | 6,09 m      |
| 2019 | Championnats d'Europe espoirs  | Gävle            | 3e       | Heptathlon | 6 093 pts   |
| 2019 | Ligue de diamant               | Ligue de diamant | 9e       | Longueur   | 5,80 m      |
| 2019 | Championnats du monde          | Doha             | 11e      | Heptathlon | 6 088 pts   |

## Records
| Épreuve           | Performance   | Lieu       | Date            |
| ----------------- | ------------- | ---------- | --------------- |
| 100 m haies       | 13 s 90       | Doha       | 2 octobre 2019  |
| Saut en hauteur   | 1,80 m        | Götzis     | 26 mai 2018     |
| Lancer du poids   | 13,82 m       | Oordegem   | 1er juin 2019   |
| 200 m             | 23 s 81       | Doha       | 2 octobre 2019  |
| Saut en longueur  | 6,51 m        | Bruxelles  | 8 juillet 2018  |
| Lancer du javelot | 42,27 m       | Eskilstuna | 17 juillet 2015 |
| 800 m             | 2 min 08 s 79 | Gävle      | 12 juillet 2019 |
| Heptathlon        | 6 252 pts     | Götzis     | 27 mai 2018     |

| Épreuve          | Performance   | Lieu      | Date            |
| ---------------- | ------------- | --------- | --------------- |
| 60 m haies       | 8 s 59        | Glasgow   | 1er mars 2019   |
| Saut en hauteur  | 1,81 m        | Gand      | 29 janvier 2017 |
| Lancer du poids  | 13,95 m       | Gand      | 3 février 2019  |
| Saut en longueur | 6,53 m        | Gand (NR) | 17 février 2019 |
| 800 m            | 2 min 13 s 98 | Gand      | 3 février 2019  |
| Pentathlon       | 4 569 pts     | Gand      | 3 février 2019  |